# 布尔讷维尔-圣克鲁瓦
布尔讷维尔-圣克鲁瓦（法語：Bourneville-Sainte-Croix，法語發音：[buʁnəvil sɛ̃t kʁwa]）是法国厄尔省的一个市镇，属于贝尔奈区。该市镇于2016年由原市镇布尔讷维尔和圣克鲁瓦叙艾济耶合并而成，行政中心位于布尔讷维尔。

## 地理
布尔讷维尔-圣克鲁瓦（49°23'30"N, 0°37'18"E）面积15.83 平方千米，位于法国诺曼底大区厄尔省，该省份为法国北部内陆省份，北起滨海塞纳省，西接奧恩省和卡爾瓦多斯省，南至厄尔-卢瓦省，东临瓦兹省、瓦兹河谷省和伊夫林省。
与布尔讷维尔-圣克鲁瓦接壤的市镇（或旧市镇、城区）包括：埃特雷维尔、瓦特维尔拉吕、勒佩雷、艾济耶、托克维尔。
布尔讷维尔-圣克鲁瓦的时区为UTC+01:00、UTC+02:00（夏令时）。

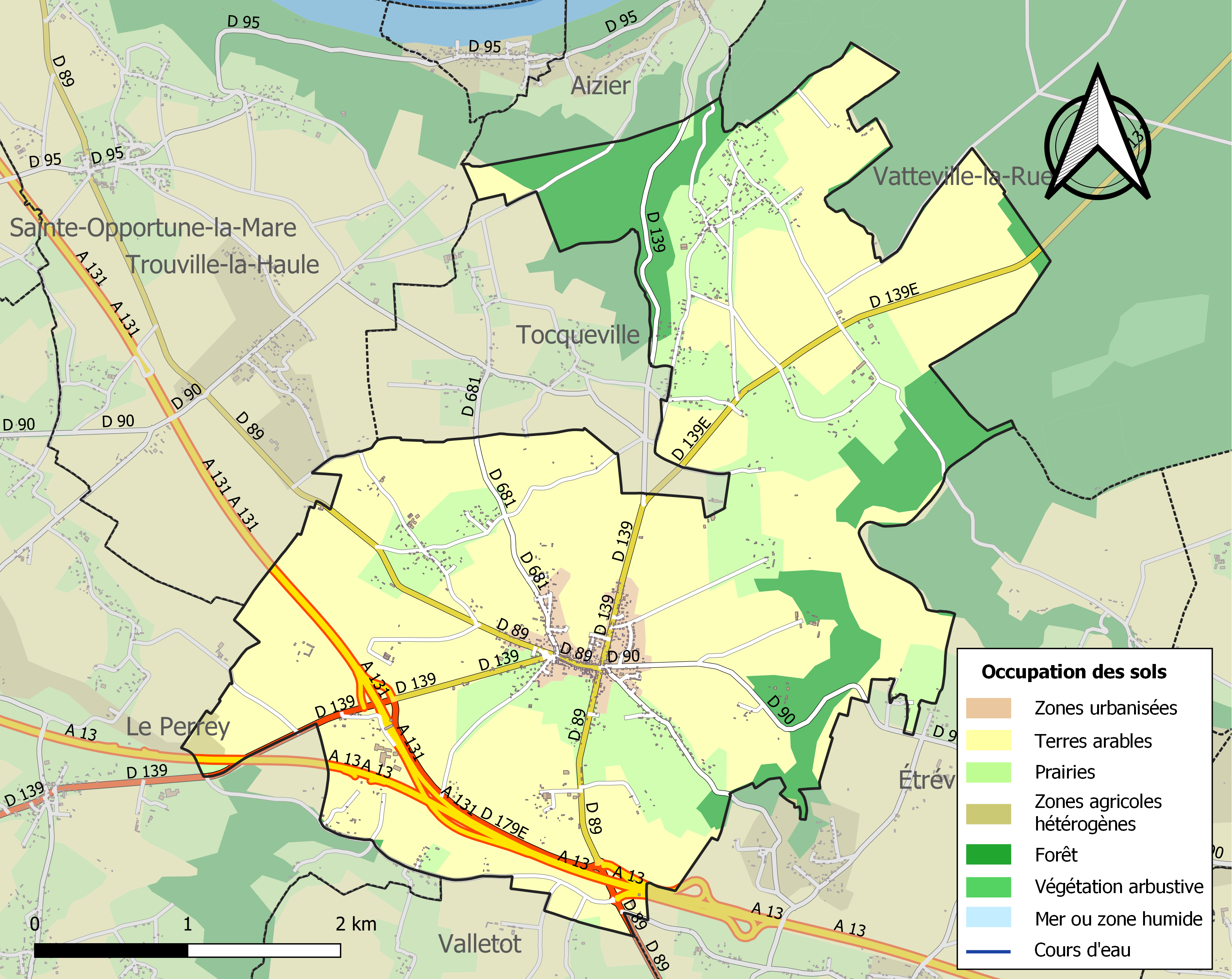
布尔讷维尔-圣克鲁瓦的OSM定位图

## 行政
布尔讷维尔-圣克鲁瓦的邮政编码为27500，INSEE市镇编码为27107。

## 政治
布尔讷维尔-圣克鲁瓦所属的省级选区为阿沙尔堡县。

## 人口
布尔讷维尔-圣克鲁瓦于2022年1月1日时的人口数量为1297人。